# Paracobitis phongthoensis
Paracobitis phongthoensis är en fiskart som beskrevs av Nguyen 2005. Paracobitis phongthoensis ingår i släktet Paracobitis och familjen grönlingsfiskar. Inga underarter finns listade i Catalogue of Life.